# Мария София Доротея фон Турн и Таксис
Мария София Доротея Каролина фон Турн и Таксис (на немски: Marie Sophie Dorothea Karoline Prinzessin von Thurn und Taxis; * 4 март 1800, Регенсбург; † 20 декември 1870, Регенсбург) е принцеса от Турн и Таксис и чрез женитба херцогиня на Вюртемберг.

## Живот
Дъщеря е на княз Карл Александер фон Турн и Таксис (1770 – 1827) и съпругата му херцогиня Тереза Матилда фон Мекленбург-Щрелиц (1773 – 1839), дъщеря на велик херцог Карл II фон Мекленбург (1741 – 1816) и първата му съпруга ландграфиня Фридерика Каролина Луиза фон Хесен-Дармщат (1752 – 1782). Майка ѝ е по-голяма сестра на Луиза (1776 – 1810), омъжена за крал Фридрих Вилхелм III от Прусия (1770 − 1840). Мария София е по-голяма сестра на княз Максимилиан Карл фон Турн и Таксис (1802; † 10 ноември 1870).
Мария София се омъжва на 17 април 1827 г. в Регенсбург за изследователя херцог Фридрих Паул Вилхелм фон Вюртемберг (* 25 юни 1797, Карлсруе; † 25 ноември 1860, Мергентхайм), син на херцог Евгений фон Вюртемберг (1758–1822) и принцеса Луиза фон Щолберг-Гедерн (176 –1834). Руската императрица Мария Фьодоровна е сестра на баща му.
София напуска съпруга си още през 1828 г. преди раждането на сина им Вилхелм. Те се развеждат на 2 май 1835 г.
Тя умира на 70 години на 20 декември 1870 в Регенсбург.

## Деца
Мария София и Фридрих Паул Вилхелм имат един син:
- Вилхелм Фердинанд Максимилиан Карл фон Вюртемберг (* 3 септември 1828, дворец Таксис; † 28 юли 1888, Регенсбург), херцог на Вюртемберг, женен на 16 февруари 1876 г. в Бюкебург за принцеса Хермина фон Шаумбург-Липе (* 5 октомври 1845, Бюкебург; † 23 декември 1930, Регенсбург), внучка на княз Георг Вилхелм фон Шаумбург-Липе (1784 – 1860), дъщеря на княз Адолф I Георг (1817 – 1893).[6]